# Odelay
Odelay è il quinto album discografico in studio del cantautore statunitense Beck, pubblicato nel 1996.
Dopo il successo di Loser, Odelay include diversi nuovi singoli di successo, tra cui Where It's At, Devils Haircut e The New Pollution.
L'album ha raggiunto il posto n. 16 nella classifica Billboard 200 ed ha venduto oltre 2 milioni di copie negli Stati Uniti. È stato anche il primo album di Beck nelle chart inglesi, dove ha raggiunto il 17º posto ed è diventato disco di platino.

## Artwork
La strana immagine di copertina è una vera foto di un Komondor, un cane ungherese dalla pelliccia cordata. L'uscita dell'album è stata preceduta da una copertina simile (raffigurante un Puli) per l'album Sixteen Stone da parte del gruppo Bush.

## Curiosità
La rivista Rolling Stone l'ha inserito al 305º posto della sua lista dei 500 migliori album.

## Tracce
Tutti i pezzi sono stati scritti da Beck e dai Dust Brothers, eccetto dove indicato.
Tutti i pezzi sono stati prodotti da Beck Hansen e The Dust Brothers, eccetto dove indicato.
1. Devils Haircut – 3:13
2. Hotwax – 3:49
3. Lord Only Knows – 4:14 - (Beck Hansen)
4. The New Pollution – 3:40
5. Derelict – 4:13
6. Novacane – 4:38
7. Jack-Ass – 4:01
8. Where It's At – 5:30
9. Minus – 2:31 - (Beck Hansen, prodotto da Beck Hansen, Mario Caldato Jr. e Brian Paulson)
10. Sissyneck – 3:53
11. Readymade – 2:37
12. High 5 (Rock the Catskills) – 4:10
13. Ramshackle – 7:30 - (Beck Hansen, prodotto da Tom Rothrock e Tom Schnapf)
  - Include una traccia nascosta di musica elettronica
  - Alcune versioni non americane includono "Diskobox" e/o "Clock" come bonus tracks.

## Deluxe edition
Il 29 gennaio 2008 è stato pubblicato l'album Odelay - Deluxe Edition. Esso consiste in un doppio CD: all'edizione originale di Odelay viene affiancato un secondo disco contenente B-side, remix e inediti. Queste le tracklist di entrambi i CD:
Disc 1
1. Devils Haircut - 3:15
2. Hotwax - 3:49
3. Lord Only Knows - 4:15
4. The New Pollution - 3:39
5. Derelict - 4:13
6. Novacane - 4:37
7. Jack-Ass - 4:12
8. Where It's At - 5:30
9. Minus - 2:32
10. Sissyneck - 3:57
11. Readymade - 2:37
12. High 5 (Rock the Catskills) - 4:11
13. Ramshackle - 4:47
14. Hidden Track (Computer Rock) - 0:43
15. Deadweight - 6:12
16. Inferno (previously unreleased) - 7:03
17. Gold Chains (previously unreleased) - 4:59

Disc 2
1. Where It's At (U.N.K.L.E. remix) - 12:26
2. Richard's Hairpiece (remix by Aphex Twin) - 3:19
3. American Wasteland (remix by Mickey P.) - 2:42
4. Clock - 3:17
5. Thunder Peel - 2:40
  - nuova versione del brano inserito in Stereopathetic Soulmanure
6. Electric Music and the Summer People - 4:38
7. Lemonade - 2:21
8. SA-5 - 1:53
9. Feather in Your Cap - 3:46
10. Erase the Sun - 2:56
  - versione più corta del singolo già edito
11. 000.000 - 5:25
12. Brother - 4:47
13. Devil Got My Woman - 4:34
14. Trouble All My Days - 2:25
15. Strange Invitation - 4:06
16. Burro - 3:13

## Formazione
Musicisti
- Beck - voce, chitarra acustica, chitarra elettrica, slide, basso, tastiere, piano, organo, celesta, clarinetto, armonica, percussioni, batteria
- Mike Millius - urlo (3)
- Joey Waronker - batteria (6,9), percussioni (3,12,13)
- Mike Boito - organo (8,10,12), tromba (8)
- David Brown - sax (8)
- Greg Leisz - pedal steel guitar (10)
- Charlie Haden - basso (13)
- Jon Spencer - "portachiavi" (14)
- Ross Harris - "The Enchanting Wizard of Rhythm"

Produzione
- Beck Hansen, Dust Brothers - produzione, missaggio (eccetto 9,13,14)
- Beck Hansen, Brian Paulson, Mario Caldato, Jr. - produzione, missaggio (9)
- Tom Rothrock, Rob Schnapf - produzione, missaggio (13)
- Bob Ludwig - masterizzazione
- Shauna O'Brien - coordinamento tecnico
- Mark Kates - A&R
- John Silva - management

Artwork
- Beck Hansen, Robert Fisher - direzione, design
- Al Hansen, Manuel Ocampo, Zarim Osborn - collage immagini
- Manuel Ocampo - pittura intarsio
- Ludwig - fotografia copertina
- Nitin Vadukul - fotografie Beck